# Pacto Histórico
El Pacto Histórico es una coalición política colombiana de orientación progresista.  Fue lanzada el 11 de febrero de 2021 mediante una rueda de prensa en la que participaron varios líderes políticos. La coalición agrupa a partidos y movimientos políticos de izquierda y centroizquierda. Desde el 7 de agosto de 2022, de la mano del presidente Gustavo Petro, es la coalición de Gobierno en Colombia.
Con miras a las elecciones legislativas y presidenciales de 2026 los partidos integrantes se encuentran en un proceso de reconfiguración. El 13 de junio de 2025 inició el proceso de fusión de los partidos Colombia Humana, Polo Democrático Alternativo, Unión Patriótica y Partido Comunista Colombiano para crear una nueva colectividad denominada Pacto Histórico, reemplazando a la coalición homónima, mientras que otros continuarán con sus personerías jurídicas independientes o en nuevas coaliciones.

## Historia

### Formación
El 11 de febrero de 2021 se presentó oficialmente, en una rueda de prensa, la coalición Pacto Histórico. Fue formada con miras a las elecciones legislativas y presidenciales de 2022. Los líderes y lideresas que conforman la coalición se destacan Gustavo Petro, Roy Barreras, Gustavo Bolívar, Alexander López, Aída Avella, Iván Cepeda, María José Pizarro y Francia Márquez. El bloque se planteó y la misión de presentar una lista que obtenga una mayoría en el congreso y una candidatura que pueda llegar a la presidencia de la República, Roy Barreras fue uno de los coordinadores de la creación de la lista cerrada que obtuvo la mayor votación en las elecciones legislativas de 2022.
Los movimientos y partidos políticos fundadores de la coalición fueron: Colombia Humana, Unión Patriótica-Partido Comunista, Polo Democrático Alternativo, Alianza Democrática Amplia, Movimiento Alternativo Indígena y Social, Partido del Trabajo de Colombia, Unida y Todos Somos Colombia. Posteriormente con la intención de ampliar la coalición, se formaron mesas de diálogos con distintos partidos como Alianza Verde y Alianza Social Independiente en febrero de 2023 se une el partido político La Fuerza De La Paz del senador Roy Barreras.
Con la decisión del partido Alianza Verde y Alianza Social Independiente de dejar a sus militantes en total libertad para apoyar a su candidato presidencial de preferencia, varios de sus integrantes dieron su apoyo al Pacto Histórico. Otras organizaciones también se integraron a este, como ADA, AICO, MODEP, Poder Ciudadano Siglo XXI, Congreso de los Pueblos, entre otras. Además, con el aumento de popularidad de la coalición, se integraron y dieron su apoyo diferentes políticos del país.

### Consulta interpartidista
En marzo de 2021, la coalición propuso realizar una consulta popular para definir un candidato único a las elecciones presidenciales de mayo del 2022. Se sugirió que la segunda candidatura más votada fuera la fórmula vicepresidencial, aunque esto no fue formalmente acordado.
Los candidatos que participaron fueron el senador Gustavo Petro, Francia Márquez, activista medioambiental y de las comunidades afrocolombianas; Arelis Uriana, líder indígena de la comunidad wayúu; el líder protestante Alfredo Saade Vergel y Camilo Romero, exgobernador de Nariño.
La consulta se llevó a cabo el día 13 de marzo de 2022, al igual que las de la coalición Centro Esperanza y Equipo por Colombia, siendo la del Pacto Histórico la más votada de todas. Los resultados dieron como ganador al candidato Gustavo Petro con el 80,50 % de lo votos y en segundo lugar a Francia Márquez con el 14,05 % de los votos. El día 23 de marzo de 2022 se anunció la fórmula presidencial.

## Composición
Partidos y movimientos políticos que componen el Pacto Histórico:

### Partidos miembros
| Partido | Partido                                                             | Siglas | Líder/Presidente  | Precandidato     | Espectro político | Ideología política     |
| ------- | ------------------------------------------------------------------- | ------ | ----------------- | ---------------- | ----------------- | ---------------------- |
|         | 'Partido Colombia Humana' Colombia Humana                           | CH     | Gloria Flórez     | Gustavo Petro    | Izquierda         | Progresismo            |
|         | 'Partido Movimiento Alternativo Indígena y Social' Partido MAIS     | MAIS   | Martha Peralta    | Arelis Uriana    | Izquierda         | Indigenismo            |
|         | 'Partido Comunes' Comunes                                           | COM    | Rodrigo Londoño   | Sin precandidato | izquierda         | Socialismo democrático |
|         | ‘Partido Comunista Colombiano’ Partido Comunista                    | PCC    | Jaime Caycedo     | Sin precandidato | Extrema izquierda | Marxismo-leninismo     |
|         | 'Partido del Trabajo de Colombia' Partido del Trabajo               | PTC    | Yezid García      | Sin precandidato | Extrema izquierda | Marxismo               |
|         | 'Partido Esperanza Democrática' Esperanza Democrática               | ED     | Álvaro Hurtado    | Sin precandidato | Izquierda         | Progresismo            |
|         | 'Partido Polo Democrático Alternativo' Polo Democrático Alternativo | PDA    | Alberto Benavides | Francia Márquez  | Izquierda         | Socialismo democrático |
|         | 'Partido Unión Patriótica' Unión Patriótica                         | UP     | Aída Avella       | Gustavo Petro    | Izquierda         | Socialismo democrático |

### Movimientos miembros
| Movimiento | Movimiento                                           | Siglas | Líder/Presidente       |
| ---------- | ---------------------------------------------------- | ------ | ---------------------- |
|            | Movimiento Colectividad Paz con Democracia           | CPD    | Liderazgo colectivo    |
|            | Congreso de los Pueblos                              | CP     | Liderazgo colectivo    |
|            | Movimiento Coordinadora Socialista de Colombia       | CSC    | Marcelo Caruso         |
|            | Movimiento Comunal                                   | MC     | Liderazgo colectivo    |
|            | Movimiento de Integración Democrática                | MID    | Rafael Cuello          |
|            | Marcha Patriótica                                    | MP     | Margarette Macaulay    |
|            | Movimiento por el Agua y la Vida                     | MAV    | Isabel Cristina Zuleta |
|            | Movimiento por la Constituyente Popular              | MCP    | Liderazgo colectivo    |
|            | Movimiento por la Defensa de los Derechos del Pueblo | MODEP  | Liderazgo colectivo    |
|            | Poder Ciudadano                                      | PC     | Piedad Córdoba         |
|            | Movimiento Proceso de Unidad Popular                 | MPUP   | Liderazgo colectivo    |
|            | Movimiento Verdes por el Cambio                      | VxC    | Camilo Romero          |
|            | Movimiento Soy Porque Somos                          | SPS    | Dorina Hernández       |

### Apoyo a la coalición
Durante las elecciones presidenciales de 2022, la fórmula presidencial de la coalición recibió el apoyo de las siguientes organizaciones y partidos políticos: Federación Colombiana de Trabajadores de la Educación, Partido Fuerza Ciudadana, Estamos Listas, Partido Socialista de los Trabajadores, Movimiento Independientes, Movimiento Gente Nueva, Gente En Movimiento y además de una parte de los militantes del Partido Liberal.

## Congresistas

### Senadores
En las elecciones legislativas de 2022 la coalición Pacto Histórico obtuvo 20 curules en el senado, siendo la lista más votada. A continuación se presenta la lista de los senadores electos, en el orden en que fue acordada por los diferentes partidos políticos de la coalición.
| # Curul | # Curul | Fotografía | Titular                          | Partido/Aval                                                                |
| ------- | ------- | ---------- | -------------------------------- | --------------------------------------------------------------------------- |
|         | 1       |            | María José Pizarro Rodríguez     | MAIS - Partido Progresistas                                                 |
|         | 2       |            | Aída Yolanda Avella Esquivel     | UP - Partido Comunista                                                      |
|         | 3       |            | Martha Isabel Peralta Epieyú     | MAIS                                                                        |
|         | 4       |            | Iván Cepeda Castro               | POLO                                                                        |
|         | 5       |            | Pedro Hernando Flórez Porras     | POLO                                                                        |
|         | 6       |            | Isabel Cristina Zuleta López     | CH - Movimiento por el Agua y la Vida                                       |
|         | 7       |            | Alex Xavier Flórez Hernández     | CH - Independientes                                                         |
|         | 8       |            | Clara Eugenia López Obregón      | UP - Todos Somos Colombia                                                   |
|         | 9       |            | Robert Daza Guevara              | POLO                                                                        |
|         | 10      |            | Yuly Esmeralda Hernández Silva   | CH                                                                          |
|         | 11      |            | Wilson Neber Arias Castillo      | POLO                                                                        |
|         | 12      |            | Gloria Inés Flórez Schneider     | CH                                                                          |
|         | 13      |            | Sandra Yaneth Jaimes Cruz        | POLO                                                                        |
|         | 14      |            | Jahel Quiroga Carrillo           | UP                                                                          |
|         | 15      |            | Carlos Alberto Benavides Mora    | POLO Reemplazo de Gustavo Bolívar                                           |
|         | 16      |            | Catalina del Socorro Pérez Pérez | POLO Reemplazo de César Pachón                                              |
|         | 17      |            | Julio César Estrada Cordero      | MAIS - OPIAC Reemplazo de Roy Barreras                                      |
|         | 18      |            | Sonia Bernal                     | ADA Reemplazo de Alexander López Abandonó la coalición en noviembre de 2024 |
|         | 19      |            | Ferney Silva                     | CH Reemplazo de Piedad Córdoba                                              |

En la circunscripción especial indígena fueron electos dos senadores miembros de partidos del Pacto Histórico:

### Exsenadores
| # | # | Fotografía | Titular                   | Partido/Aval |
| - | - | ---------- | ------------------------- | ------------ |
|   | 1 |            | Aída Marina Quilcué Vivas | MAIS         |

|  | Fotografía | Titular                           | Partido/Aval         | Motivo                       |
|  | ---------- | --------------------------------- | -------------------- | ---------------------------- |
|  |            | Gustavo Bolívar Moreno            | MAIS                 | Renuncia                     |
|  |            | César Augusto Pachón Achury       | MAIS                 | Demanda por doble militancia |
|  |            | Roy Leonardo Barreras Montealegre | La Fuerza de la Paz  | Demanda por doble militancia |
|  |            | Alexander López Maya              | POLO                 | Demanda por doble militancia |
|  |            | Piedad Córdoba                    | UP - Poder Ciudadano | Fallecimiento                |

### Representantes en la Cámara
La coalición obtuvo en las elecciones legislativas de 2022, 27 curules en la Cámara de Representantes.
| Departamento    | Fotografía | Titular                                   | Partido/Aval                 |
| --------------- | ---------- | ----------------------------------------- | ---------------------------- |
| Antioquia       |            | David Alejandro Toro Ramírez              | Colombia Humana              |
| Antioquia       |            | Susana Gómez Castaño                      | Colombia Humana              |
| Atlántico       |            | Agmeth José Escaf Tijerino                | Colombia Humana              |
| Bogotá, D. C.   |            | David Ricardo Racero Mayorca              | MAIS - Partido Progresistas  |
| Bogotá, D. C.   |            | María Fernanda Carrascal Rojas            | Colombia Humana              |
| Bogotá, D. C.   |            | Gabriel Becerra Yáñez                     | Unión Patriótica - PCC       |
| Bogotá, D. C.   |            | Etna Támara Argote Calderón               | Polo Democrático Alternativo |
| Bogotá, D. C.   |            | Alirio Uribe Muñoz                        | Polo Democrático Alternativo |
| Bogotá, D. C.   |            | María del Mar Pizarro García              | Colombia Humana              |
| Bogotá, D. C.   |            | Heráclito Landinez Suárez                 | MAIS - Partido Progresistas  |
| Bolívar         |            | Dorina Hernández Palomino                 | Soy Porque Somos             |
| Boyacá          |            | Pedro José Suárez Vacca                   | Colombia Humana              |
| Cauca           |            | Jorge Hernán Bastidas Rosero              | Colombia Humana              |
| Cauca           |            | Ermes Evelio Pete Vivas                   | MAIS                         |
| Cundinamarca    |            | Eduard Giovanny Sarmiento Hidalgo         | Polo Democrático Alternativo |
| Cundinamarca    |            | Leider Alexandra Vásquez Ochoa            | Colombia Humana              |
| Exterior        |            | Carmen Felisa Ramírez Boscán              | Colombia Humana              |
| Huila           |            | Leyla Marleny Rincón Trujillo             | Polo Democrático Alternativo |
| Meta            |            | Gabriel Ernesto Parrado Durán             | Polo Democrático Alternativo |
| Nariño          |            | Erick Adrián Velasco Burbano              | Polo Democrático Alternativo |
| Putumayo        |            | Jorge Andrés Cancimance López             | Colombia Humana              |
| Valle del Cauca |            | José Alberto Tejada Echeverri (fallecido) | Colombia Humana              |
| Valle del Cauca |            | Gildardo Silva Molina (reemplazo)         | Unión Patriótica             |
| Valle del Cauca |            | Gloria Elena Arizabaleta Corral           | La Fuerza de la Paz          |
| Valle del Cauca |            | Cristóbal Caicedo Angulo                  | Polo Democrático Alternativo |
| Valle del Cauca |            | Jorge Alejandro Ocampo Giraldo            | Polo Democrático Alternativo |
| Valle del Cauca |            | Alfredo Mondragón Garzón                  | Polo Democrático Alternativo |

En la circunscripción especial indígena fue electo un representante miembro de MAIS, partido integrante del Pacto Histórico:
| # | # | Fotografía | Titular                    | Partido/Aval |
| - | - | ---------- | -------------------------- | ------------ |
|   | 1 |            | Norman David Bañol Álvarez | MAIS         |

### En coalición con  el Partido Alianza Verde
Los siguientes representantes pertenecientes al Partido Alianza Verde fueron electos en una coalición con el Pacto Histórico en sus regiones:
- Santiago Osorio Marín - Caldas
- Martha Lisbeth Alfonso Jurado - Tolima

## Resultados electorales

### Consulta popular interpartidista del Pacto Histórico de 2022
- Consulta popular interpartidista del Pacto Histórico, para nominar al candidato presidencial para las elecciones presidenciales de Colombia de 2022:

|  | 80.50 % |

|  | 14.05 % |

|  | 4.06 % |

|  | 0.98 % |

|  | 0.38 % |

### Elecciones Legislativas
|  | 17.35 % |

|  | 17.35 % |

### Elecciones Presidenciales
| Año  | Candidatos    | Candidatos      | 1.ª Vuelta | 1.ª Vuelta | 2.ª Vuelta | 2.ª Vuelta | Resultado | Notas                                             |
| Año  | Presidente    | Vicepresidente  | Votos      | %          | Votos      | %          | Resultado | Notas                                             |
| ---- | ------------- | --------------- | ---------- | ---------- | ---------- | ---------- | --------- | ------------------------------------------------- |
| 2022 | Gustavo Petro | Francia Márquez | 8 541 617  | 40.34      | 11 291 986 | 50.44      | Electo    | Candidato único por la coalición Pacto Histórico. |